# Samsun
Samsun (in greco Σαμψούντα?, Sampsoúnta) è una città della Turchia settentrionale, affacciata sulle coste del Mar Nero, capoluogo della provincia omonima.

## Storia
Fu fondata con il nome di Amisos (alternativamente detta Amisus) dai milesi nel VII secolo a.C. In seguito fece parte del Regno del Ponto.

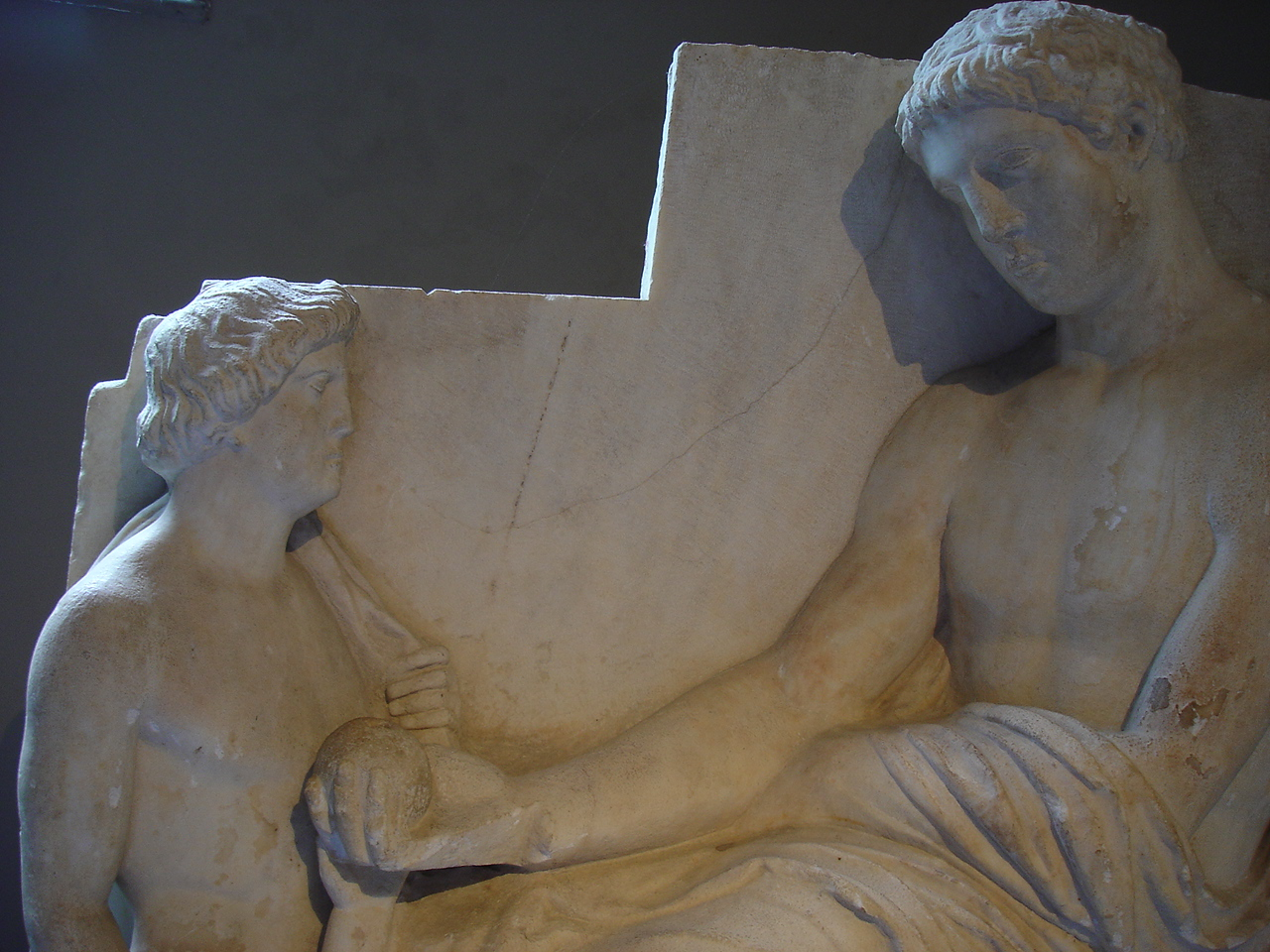
Stele funeraria da Amisus, sec. V a.C. Museo archeologico di Istanbul

Samsun è il luogo di partenza della Guerra d'indipendenza turca iniziata da Mustafa Kemal il 19 maggio 1919.

## Geografia fisica

### Territorio
Amministrativamente Samsun costituisce uno dei comuni metropolitani della Turchia, formato dai centri urbani di 4 distretti: Atakum, Canik, İlkadım e Tekkeköy.

## Infrastrutture e trasporti

### Trasporti
Tranvia di Samsun

## Sport

### Calcio
La principale squadra di calcio della città è il Samsunspor Kulübü.